# Linda Vera Roethlisberger

Linda Vera Roethlisberger (2018)

Linda Vera Roethlisberger (* 1956 in Bern) ist eine Schweizer Lehrerin, Lebensberaterin und Autorin. 1990 gründete sie ein Institut für Persönlichkeits- und Bewusstseinsschulung und im Jahr 2012 die Trilogos Stiftung.

## Leben und Wirken
Linda Vera Roethlisberger arbeitete nach ihrem Abschluss an der Pädagogischen Hochschule Bern als Lehrerin. Ab 1984 galt ihr besonderes Interesse der Aussersinnlichen Wahrnehmung (ASW) und «spirituellen Medialität». Ab 1986 entstanden Seminarzyklen zu diesen Themen, seit 2006 publizierte und lehrte sie die Trilogos-Methode. 1990 gründete sie in Küsnacht das Institut Trilogos für Persönlichkeits- und Bewusstseinsschulung. 2012 wurde diese als gemeinnützig anerkannte Trilogos Stiftung gegründet, deren Präsidentin sie ist.
Roethlisberger veröffentlichte zu Themen der Persönlichkeits- und Bewusstseinsbildung mit den Schwerpunkten Spiritualität und Intuitionstraining. Zwischen 2012 und 2013 entstand Im Kontakt mit der inneren Stimme, ein dreibändiger Lehrgang zum Selbststudium. Der Trilogos-Lehrgang wurde 2016 durch Diplomanden der Fakultät für Psychologie an der Universität Wien mittels empirischer Studien evaluiert, und 2019 fand die Beforschung an einer norwegischen Volkshochschule statt. Die Trilogos-Methode wurde auch an diversen akademischen Konferenzen und Veranstaltungen präsentiert und diskutiert.

## Publikationen (Auswahl)
- Im Kontakt mit der inneren Stimme. Bauer, Freiburg 1999, ISBN 3-7626-0721-4.
- Der Flug des Quantenschmetterlings. Impulse zur Verantwortung des einzelnen für das Ganze. Via Nova, Petersberg 2000, ISBN 3-928632-69-8.
- Die Trilogos-PsyQ-Methode. Mit vernetzten Symbolen zur Selbsterkenntnis. Lang, Frankfurt am Main 2006, ISBN 978-3-631-55517-0.
- Intuition ist erlernbar. Nutzen Sie die spirituelle Kraft im Alltag. Hugendubel, Kreuzlingen 2006, ISBN 978-3-7205-2745-3.
- Die Entdeckung des PsyQ. Unser inneres Ordnungssystem erkennen und nutzen. Via Nova, Petersberg 2010, ISBN 978-3-86616-171-9.
- Im Kontakt mit der inneren Stimme, Stufe 1. PsyQ bewusst erleben. proBusiness, Berlin 2012, ISBN 978-3-86386-328-9.
- Im Kontakt mit der inneren Stimme, Stufe 2. PsyQ kreativ nutzen. proBusiness, Berlin 2012, ISBN 978-3-86386-435-4.
- Im Kontakt mit der inneren Stimme, Stufe 3. PsyQ kooperativ anwenden. proBusiness, Berlin 2013, ISBN 978-3-86386-510-8.
- Der sinnliche Draht zur geistigen Welt. Ein Lehrbuch zur Entfaltung der medialen Anlagen und der eigenen Persönlichkeit. Bauer, Freiburg 1995; 8. Auflage, tredition, Hamburg 2023, ISBN 978-3-347-68614-4.